# Newman Enterprises
Newman Enterprises este o corporație fictivă din serialul de televiziune Tânăr și neliniștit. Ea a fost înființată de Victor Newman după dezimplicarea acestuia de la Chancellor Industries. Această firmă este una multinațională, formată din patru divizii:
- Newman Enterprises Real Estate Division
- Newman Enterprises Venture Capital Division
- Newman Cosmetics Division
- NVP Retreats

## Istoricul firmei
Victor Newman a fost pentru mulți ani conducătorul CEO (consiliul de administrație) însă în 2003 îl numește pe Neil Winters temporar șeful CEO.
Nicholas este pus după, CEO.
Însă o pune pe Victoria CEO, atunci când Nicholas dispare în 2007.
Apoi, Victor revine ca CEO, dezmoștenindu-i pe Nick și Victoria, și luându-l sub aripă pe Victor Adam Newman, fiul său cu Hope.
Când Sabrina moare, Victor pleacă să o răzbune, lăsându-l pe Adam ca CEO.

## Newman Enterprises și Jabot Cosmetics
Între cele două firme, una condusa de Victor Newman iar cealaltă de Jack Abbott va fi pe tot parcursul filmului o rivalitate acerbă, care va duce în cele din urmă la victoria Newman Enterprises.

## Angajații Newman Enterprises (În Genoa City)

### Angajați curenți
- Victor Newman: Fondator, (Victor nu mai poate fi CEO datorita scandalurilor din trecut)
- Nicholas Newman: COO
- Victoria Newman: Director Executive la Newman Foundation, Director la divizia Cosmetics Division
- Sharon Newman: